# Xã Wayne, Quận Hanson, Nam Dakota
Xã Wayne (tiếng Anh: Wayne Township) là một xã thuộc quận Hanson, tiểu bang Nam Dakota, Hoa Kỳ. Năm 2010, dân số của xã này là 216 người.